# Agrostis stolonifera
Cỏ bồ bặc hay cỏ ống bentgrass (Agrostis stolonifera) là một loài thực vật có hoa trong họ Hòa thảo. Loài này được Carl von Linné mô tả khoa học đầu tiên năm 1753. Loài này có thể được tìm thấy phát triển trong nhiều môi trường sống khác nhau bao gồm rừng cây, đồng cỏ và đồng cỏ, đất ngập nước, vùng ven sông, và là loài tiên phong trên các địa điểm bị xáo trộn. Là loài bản địa Âu Á và Bắc Phi (Algeria, Morocco và Tunisia). Có thể nó cũng có thể có nguồn gốc từ các vùng phía bắc của Bắc Mỹ, và trong mọi trường hợp, đây là loài được du nhập rộng rãi trên lục địa đó và ở nhiều nơi khác.

## Hình ảnh

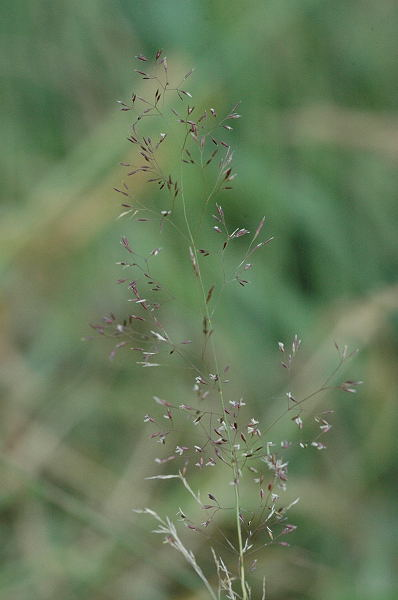
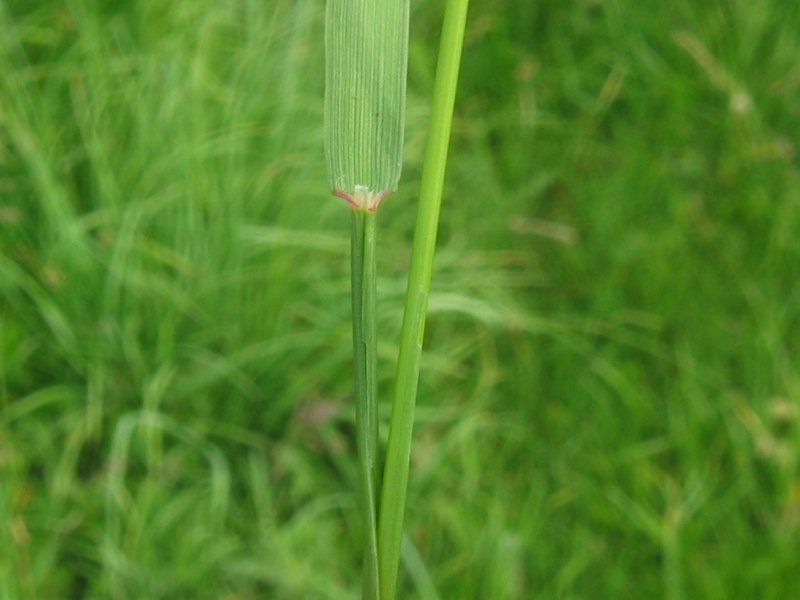
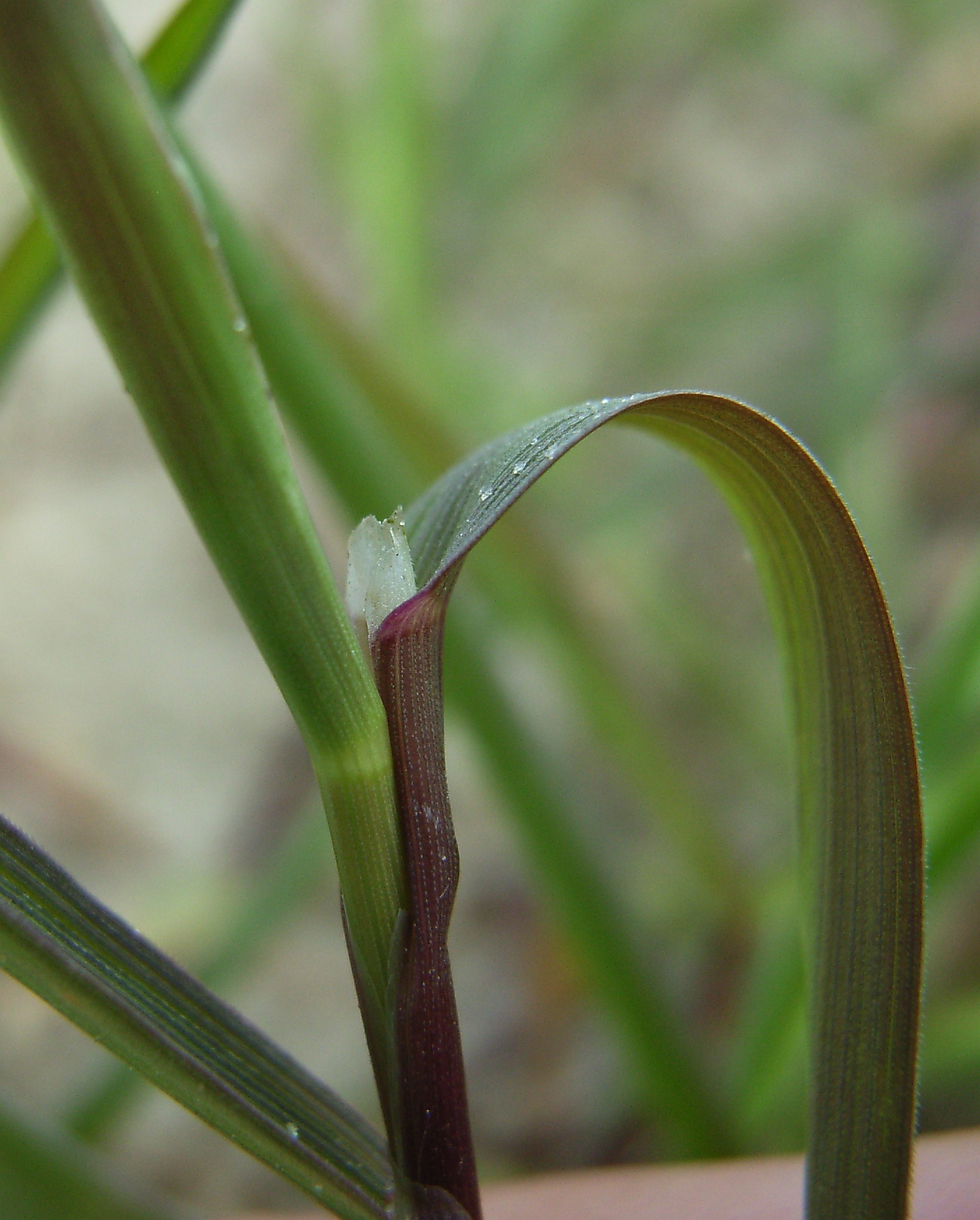
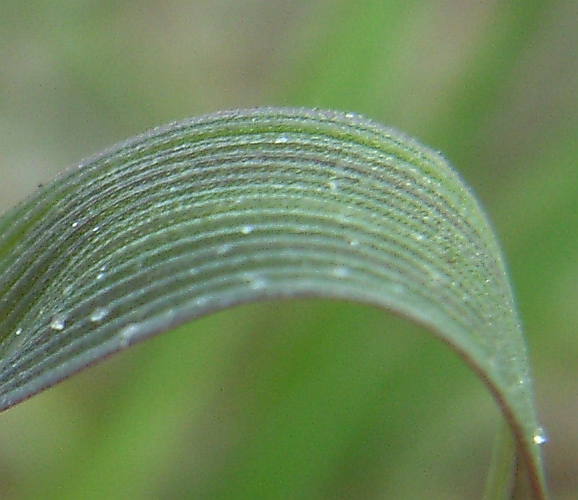